# Collingwood Cove
Collingwood Cove est un hameau (hamlet) du Comté de Strathcona, situé dans la province canadienne d'Alberta.

## Démographie
En tant que localité désignée dans le recensement de 2011, Collingwood Cove a une population de 331 habitants dans 126 de ses 133 logements, soit une variation de -4.1% par rapport à la population de 2006. Avec une superficie de 2,525 2 km2, le hameau possède une densité de population de 131,078 7 hab/km2 en 2011.
Concernant le recensement de 2006, Collingwood Cove abritait 345 habitants dans 118 de ses 125 logements. Avec une superficie de 1,029 7 km2, le hameau possédait une densité de population de 335,0 hab/km2 en 2006.